# رافليسيا هاسلية
الرافليسيا الهاسلية (باللاتينية: Rafflesia hasseltii) نوع نباتي يتبع جنس الرافليسيا من الفصيلة الرافليسية.
الموطن الأصلي لهذا النوع جزيرة سومطرة في إندونيسيا.

## الوصف النباتي
نباتات هذا الجنس ليس لها سوق أو أوراق أو جذور، بل النبات عبارة عن زهرة فقط لها خمس بتلات.